# Giovanni Sironi
Giovanni Sironi (Gallarate, 1816 – Milano, 1901) è stato un generale italiano.

## Biografia
Figlio di Ugo Sironi e della nobildonna comasca Rosa Rusconi, Giovanni entrò nell'esercito sabaudo giovanissimo, combattendo coi piemontesi la prima e la Seconda guerra d'indipendenza italiana, ove combatté al fianco di suo fratello Enrico (il quale pure divenne in seguito generale). Al termine della Terza guerra d'indipendenza e dopo la partecipazione alla presa di Roma, ottenne il grado di maggiore e nel 1866 l'onorificenza di cavaliere dell'Ordine Militare di Savoia. Divenne in seguito comandante del 5º corpo d'armata. Dal 1880 al 1884 fu comandante della Scuola superiore di guerra di Torino.
Sul finire dell'Ottocento, ormai sollevato da incarichi di rilievo, mantenne una fitta corrispondenza col generale Bava Beccaris e venne nominato insegnante di strategia militare e maestro di spada dell'allora principe di Piemonte, futuro re Vittorio Emanuele III, dal padre Umberto I, divenendo in seguito anche aiutante di campo dello stesso principe ereditario. Divenne quindi sottocapo dello Stato maggiore dell'Esercito italiano interessandosi dei problemi degli italiani in Tripolitania. Pensionato su sua richiesta il 16 febbraio 1895, si ritirò nella sua abitazione di Milano, in via Solferino, soggiornando occasionalmente anche nella sua abitazione di campagna acquistata a Robecco sul Naviglio, proprio lungo il corso del Naviglio Grande. Sempre nel 1895 divenne cittadino onorario di Verona (dove era stato governatore della locale piazza militare ed aveva contribuito all'espansione della città con l'abbattimento delle mura medievali) e nel 1899 si portò nuovamente a Gallarate per inaugurare la sezione di tiro a segno nazionale locale. Sua nipote, Anna Sironi, sposò l'allora ufficiale d'esercito e poi generale Paolo Morrone che sarà ministro della guerra nei drammatici anni della Grande guerra in Italia.
La sua salma riposa attualmente nella cappella degli eredi della famiglia nel cimitero di Robecco sul Naviglio.